# علی صمدپور
علی صمدپور (زادهٔ ۱۸ خرداد ۱۳۴۹ در آبادان) آهنگ‌ساز، نوازنده و ناشر موسیقی اهل ایران است.

## زندگیِ هنری
علی صمدپور ۱۸ خرداد سال ۱۳۴۹ در آبادان متولد شد. او فارغ‌التحصیل رشته ادبیات از دانشگاه آزاد تهران است. وی موسیقی ایرانی و نوازندگی تار را نزد هنرمندانی نظیر «جهانشاه صارمی»، «سیامک نعمت نصر»، «هوشنگ ظریف» ، «حسین علیزاده» و «داریوش طلایی» فرا گرفت. او همچنین در زمینه نوازندگی سازهای کوبه ای، آواز، آهنگسازی فیلم و تولید و نشر آثار موسیقی فعالیت دارد. وی از اعضای قدیمی گروه موسیقی «هم آوایان» است.
صمدپور از پی یک همکاری ۱۰ ساله با حسین علیزاده و با ساخت موسیقی برای سه فیلم کوتاه، از جمله «از پس برقع» ساخته مهرداد اسکویی آهنگسازی فیلم را تجربه کرد. او همچنین برای همکاری در فیلم سینمایی «ماهی‌ها عاشق می‌شوند» به علی رفیعی معرفی شد.
مجموعه مستند «طعم ایرانی» (a taste of iran) به کارگردانی «بهمن کیارستمی» و «مهرداد اسکویی» پخش شده از بی‌بی‌سی فارسی در بهار ۱۳۸۸ با آهنگسازی وی بر روی آنتن رفت. صمدپور بعد از «ماهی‌ها عاشق می‌شوند» با موسیقی دو فیلم از فریدون جیرانی با نام «ستاره‌ها» (جلد یک و سه) در جشنواره سال ۱۳۸۴ شرکت کرد. وی که مدیریت مؤسسه بخش نشر موسیقی«خانه هنر خرد» را بر عهده دارد، در سال ۱۳۹۴ در سومین جشنواره موسیقی ما، جایزه بهترین ناشر موسیقی را به خود اختصاص داد. او همچنین از اعضای «کانون آهنگسازان سینمای ایران» است.

## آثار هنری

### آلبوم‌ها
- ۱۳۷۷: رازنو (آواز و دمام)[۷]
- ۱۳۸۳: به تماشای آب‌های سپید (آواز، کوزه و دمام)[۷]
- ۱۳۸۴: ماهی‌ها عاشق می‌شوند[۴]
- ۱۳۸۳: مجلهٔ شنیداری گوش ۱ (گردآوری)
- ۱۳۸۴: مجلهٔ شنیداری گوش ۲ (گردآوری)
- ۱۳۸۶: مجلهٔ شنیداری گوش ۳ (گردآوری)
- ۱۳۸۷: مجلهٔ شنیداری گوش ۴ (گردآوری)
- ۱۳۸۹: تردید
- ۱۳۸۹: در میان ابرها
- ۱۳۹۱: مجلهٔ شنیداری گوش ۵ (گردآوری)
- ۱۳۹۳: «مه برآیان» با صدای افسانه رثایی[۸]

### موسیقی فیلم و سریال
- ۱۳۸۲ «از پس برقع» به کارگردانی مهرداد اسکویی
- ۱۳۸۳ «ماهی‌ها عاشق می‌شوند» به کارگردانی علی رفیعی (این فیلم از بسیاری از جهات از جمله موسیقی متن جزو بهترین‌ها از نظر منتقدین وبگاه ایران‌آکتور شناخته شده‌است.[۹])
- ۱۳۸۴ «ستاره‌ها ۱: ستاره می‌شود» به کارگردانی فریدون جیرانی
- ۱۳۸۴ «ستاره‌ها ۲: ستاره است» به کارگردانی فریدون جیرانی
- ۱۳۸۴ «ستاره‌ها ۳: ستاره بود» به کارگردانی فریدون جیرانی
- ۱۳۸۴ «دماغ به سبک ایرانی» (مستند) به کارگردانی مهرداد اسکویی
- ۱۳۸۵ «روزهای بی‌تقویم» به کارگردانی مهرداد اسکویی
- ۱۳۸۵ «پابرهنه در بهشت» به کارگردانی بهرام توکلی
- ۱۳۸۶ «سبز کوچک» به کارگردانی غلامرضا رمضانی
- ۱۳۸۶ «در میان ابرها» به کارگردانی روح‌الله حجازی
- ۱۳۸۷ «تردید» به کارگردانی واروژ کریم‌مسیحی
- ۱۳۸۷ «مسافرخانه سعادت» (سریال تلویزیونی) به کارگردانی محمد رحمانیان[۱۰]
- ۱۳۸۹ «آقا یوسف» به کارگردانی علی رفیعی
- ۱۳۸۹ «آلزایمر» به کارگردانی احمدرضا معتمدی
- ۱۳۹۳ «آسمان آفتابی نیست» به کارگردانی مهران ملکوتی
- ۱۳۹۶ «ماندوو» به کارگردانی ابراهیم سعیدی[۱۱]
- ۱۳۹۷ «میدان جوانان سابق» به کارگردانی مینا اکبری[۱۲]
- ۱۴۰۰ «پسران دریا» به کارگردانی افشین هاشمی و حسین قاسمی‌جامی

موسیقی تئاتر
- ۱۳۹۳ «مرثیه ای برای کتاب سوزی‌ها» به کارگردانی علی اتحاد[۱۳]

### کتاب‌ها
- از۱۳۷۳ تا ۱۳۷۵: هم‌ساز (دورهٔ اول، ۲۰ شماره، جزوهٔ تخصصی نوازندگان تار و سه‌تار، انتشارات ماهور) (گردآوری آثار ۱۰۰ سال گذشتهٔ موسیقی ایرانی)
- از۱۳۷۶ تا ۱۳۷۸: هم‌ساز (دورهٔ دوم، ۱۰ شماره، جزوهٔ تخصصی نوازندگان تار و سه‌تار، انتشارات ماهور) (گردآوری آثار ۱۰۰ سال گذشتهٔ موسیقی ایرانی)
- ۱۳۸۰: ماه مستقیم رفت (مجموعه داستان کوتاه، نشر ماه‌ریز)